# Giovanna III di Cardona

Stemma di Ferdinando I di Cardona

Giovanna III di Cardona (Segorbe, 1499 – 30 agosto 1564) è stata una nobile spagnola.

## Biografia
Conosciuta anche come Giovanna II Prades o Giovanna I di Pallars Sobirà, è stata duchessa di Cardona, contessa di Prades, viscontessa di Vilamur; Marchesa di Pallars Sobirà di culd e signora della baronia di Entenza (1543 -1564). Fu sepolta nel monastero di Poblet.

## Famiglia
Figlia del Duca Ferdinando I di Juan Ramón di Cardona e Francisca Manrique de Lara. Sposò nel maggio 1516 Alfonso d'Aragona, duca di Sogorbe e conte Empúries ed ebbe:
- Principe Ferdinando d'Aragona (1533), morto giovane
- Principe Alfonso d'Aragona (1536- 1550)
- Principe Giovanni d'Aragona (1537), morto giovane
- Principe Francesco I Empúries (1539-1572), conte di Empúries , Duca di Cardona e Sogorb
- Principessa Guiomar d'Aragona (1540-1557), sposò Fadrique Álvarez de Toledo y Enríquez de Guzmán, duca d'Alba
- Principessa Giovanna Cardona (1543 -1608), duchessa di Cardona e Sogorbe
- Principessa Anna d'Aragona (1544 ca.-1567), sposò in seconde nozze Vespasiano I Gonzaga
- Principessa Francesca d'Aragona, morta giovane
- Principessa Beatrice d'Aragona, morta giovane
- Principessa Isabella d'Aragona, sposò John Ximenez di Urrea, conte di Aranda
- Principessa Maddalena d'Aragona (?-1623)
- Principessa Maria d'Aragona, morta giovane
- Principessa Geronima d'Aragona, morta giovane

## Ascendenza
|                                            |                                         |                                  | Genitori                          |  |  | Nonni |  |  | Bisnonni                                    |  |  | Trisnonni                                  |  |
|                                            |                                         |                                  |                                   |  |  |       |  |  | Juan Ramón Folch III de Cardona y de Prades |  |  | Juan Ramón Folch II de Cardona y de Gandia |  |
|                                            |                                         |                                  |                                   |  |  |       |  |  | Juan Ramón Folch III de Cardona y de Prades |  |  | Juan Ramón Folch II de Cardona y de Gandia |  |
|                                            |                                         | Juana de Aragón y Cabrera        |                                   |  |  |       |  |  | Juan Ramón Folch III de Cardona y de Prades |  |  |                                            |  |
| Juan Ramón Folch IV de Cardona y de Urgell |                                         |                                  |                                   |  |  |       |  |  | Juan Ramón Folch III de Cardona y de Prades |  |  |                                            |  |
|                                            |                                         | Juana de Urgel                   | Jaime II de Urgel                 |  |  |       |  |  |                                             |  |  |                                            |  |
|                                            |                                         | Juana de Urgel                   | Jaime II de Urgel                 |  |  |       |  |  |                                             |  |  |                                            |  |
|                                            |                                         | Juana de Urgel                   | Isabel de Aragón                  |  |  |       |  |  |                                             |  |  |                                            |  |
| Ferdinando I Folch de Cardona y Enríquez   |                                         | Juana de Urgel                   |                                   |  |  |       |  |  |                                             |  |  |                                            |  |
|                                            |                                         | Fadrique Enríquez de Mendoza     | Alfonso Enríquez                  |  |  |       |  |  |                                             |  |  |                                            |  |
|                                            |                                         | Fadrique Enríquez de Mendoza     | Alfonso Enríquez                  |  |  |       |  |  |                                             |  |  |                                            |  |
|                                            |                                         | Fadrique Enríquez de Mendoza     | Juana de Mendoza y Ayala          |  |  |       |  |  |                                             |  |  |                                            |  |
| Aldonza Enríquez y Quiñones                |                                         | Fadrique Enríquez de Mendoza     |                                   |  |  |       |  |  |                                             |  |  |                                            |  |
|                                            |                                         | Teresa Fernández de Quiñones     | Diego Fernández de Quiñones I     |  |  |       |  |  |                                             |  |  |                                            |  |
|                                            |                                         | Teresa Fernández de Quiñones     | Diego Fernández de Quiñones I     |  |  |       |  |  |                                             |  |  |                                            |  |
|                                            |                                         | Teresa Fernández de Quiñones     | Mariana de Ayala Córdoba y Toledo |  |  |       |  |  |                                             |  |  |                                            |  |
| Juana Folch de Cardona y Manrique de Lara  |                                         | Teresa Fernández de Quiñones     |                                   |  |  |       |  |  |                                             |  |  |                                            |  |
|                                            | Diego Gomez Manrique de Lara y Castilla | Pedro Manrique de Lara y Mendoza |                                   |  |  |       |  |  |                                             |  |  |                                            |  |
|                                            | Diego Gomez Manrique de Lara y Castilla | Pedro Manrique de Lara y Mendoza |                                   |  |  |       |  |  |                                             |  |  |                                            |  |
|                                            | Diego Gomez Manrique de Lara y Castilla | Leonor de Castilla y Sánchez     |                                   |  |  |       |  |  |                                             |  |  |                                            |  |
| Pedro Manrique de Lara y Sandoval          | Diego Gomez Manrique de Lara y Castilla |                                  |                                   |  |  |       |  |  |                                             |  |  |                                            |  |
|                                            |                                         | Maria de Sandoval y Avellaneda   | Diego Gomez de Sandoval           |  |  |       |  |  |                                             |  |  |                                            |  |
|                                            |                                         | Maria de Sandoval y Avellaneda   | Diego Gomez de Sandoval           |  |  |       |  |  |                                             |  |  |                                            |  |
|                                            |                                         | Maria de Sandoval y Avellaneda   | Beatriz de Avellaneda             |  |  |       |  |  |                                             |  |  |                                            |  |
| Francisca Manrique de Lara                 |                                         | Maria de Sandoval y Avellaneda   |                                   |  |  |       |  |  |                                             |  |  |                                            |  |
|                                            |                                         | Álvaro Pires de Castro           | Fernando de Castro                |  |  |       |  |  |                                             |  |  |                                            |  |
|                                            |                                         | Álvaro Pires de Castro           | Fernando de Castro                |  |  |       |  |  |                                             |  |  |                                            |  |
|                                            |                                         | Álvaro Pires de Castro           | Isabel de Ataïde                  |  |  |       |  |  |                                             |  |  |                                            |  |
| Guiomar de Acunha e Castro                 |                                         | Álvaro Pires de Castro           |                                   |  |  |       |  |  |                                             |  |  |                                            |  |
|                                            |                                         | Isabel da Cunha de Avis          | Afonso I de Avis de Castro        |  |  |       |  |  |                                             |  |  |                                            |  |
|                                            |                                         | Isabel da Cunha de Avis          | Afonso I de Avis de Castro        |  |  |       |  |  |                                             |  |  |                                            |  |
|                                            |                                         | Isabel da Cunha de Avis          | Branca da Cunha das Reglas        |  |  |       |  |  |                                             |  |  |                                            |  |
|                                            |                                         | Isabel da Cunha de Avis          |                                   |  |  |       |  |  |                                             |  |  |                                            |  |